# Yuturna

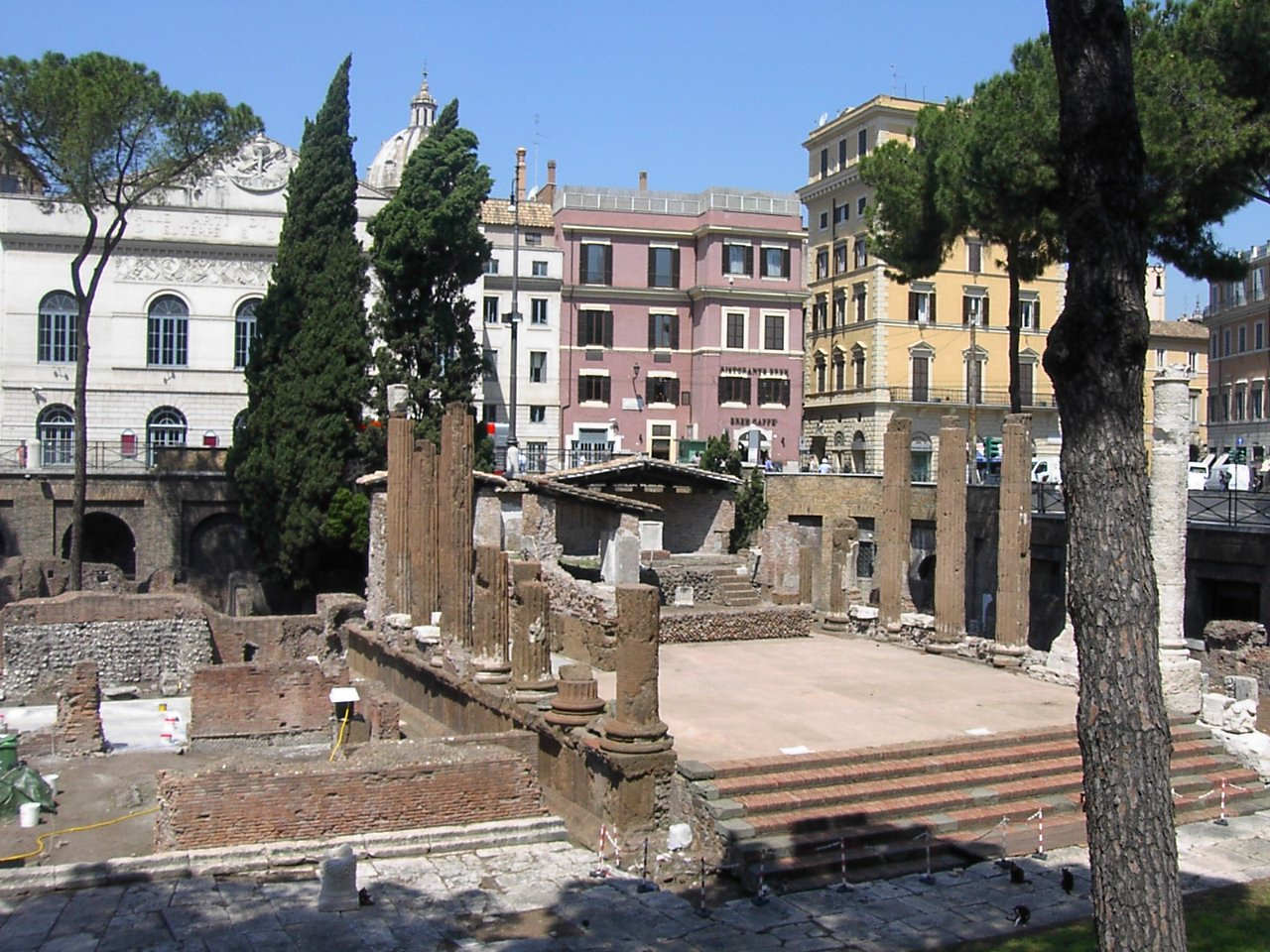
Templo de Yuturna en Largo di Torre Argentina (Roma)

Yuturna o Juturna (en latín Iuturna, de ‘ayudar’, iuvaret), en la mitología romana, fue una ninfa de las fuentes o linfa  (cf. Camenas) del Lacio,  cuyas aguas son famosas por sus excelentes cualidades curativas. Estas aguas se utilizaba en casi todos los sacrificios. Arnobio la cree hija de Vulturno, esposa de Jano y madre de Fonto. Ovidio dice que es una náyade hermana de Lara y a esta la describe como hija de Almón.
Era una antigua deidad romana vinculada a un pozo sagrado en Lavinio.  Acaso Yuturna tenga su origen en el río mitológico Numicio:  «El mismo amanecer te acogió a ti también en un santuario, en el lugar donde el agua virginal rodea al Campo».   Alrededor del lago de Yuturna levantaron un templo a los Dioscuros. Frontino dice que Yuturna está en compañía de las Camenas y Apolo.

## Mito

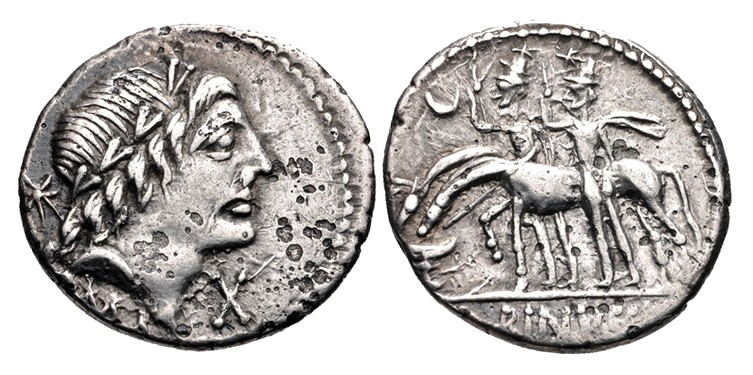
Denario con la imagen de Yuturna.

Virgilio simplemente la llama hermana de Turno  y a este lo hace hijo de Dauno  y Venilia.  El mismo autor dice que Yuturna apoyó a Turno contra Eneas, dándole su espada después de que se le cayera en la batalla, así como alejándole de la batalla cuando parecía que iba a morir.  Al final, sin embargo, no pudo salvarle de su destino, y se retiró a sus aguas en señal de duelo.  Cuando Júpiter y Juno acuerdan la alianza entre latinos y troyanos, separaron a Yuturna de Turno.
Ovidio nos relata que Júpiter hubo sido vencido por el amor desmesurado de Yuturna. Ella se ocultaba en los avellanares de las selvas o saltaba a las aguas. Júpiter había reunido a las ninfas del Tíber y les comentó que Yuturna evitaba acostarse con él. Les pidió su colaboración para retener a Yuturna antes de que esta se zambullera en las aguas y así estaría muy agradecido. Todas ellas aceptaron de buena gana ayudar a Júpiter. De entre esas ninfas había una náyade, Lara, hija del río Almón, que tenía fama de no contener la lengua. Lara advirtió a Yuturna y a Juno de las intenciones de Júpiter.  Algunos estudiosos opinan que Yuturna fue convertida por Júpiter en una ninfa acuática y que Júpiter le concedió la inmortalidad como compensación al haberle arrebatado la virginidad.

## Culto y templos
Lutacio Catulo dedicó una capilla a Yuturna en el Campo de Marte de Roma; tanto el Estado como los particulares le ofrecían sacrificios el 11 de enero. En Roma tenía un templo en el área sacra de Largo di Torre Argentina. Era honrada en las Yuturnalia, el 11 de enero. Las ninfas fueron, en general, divinidades de agua asociadas siempre a alguna divinidad superior. La fuente de Juturna, dedicada en su honor, estaba ubicada en el Foro romano.

## Eponimia
El lago Juturna de la Antártida fue así nombrado en su honor.